# Александр Николаевич Стравинский
Алекса́ндр Никола́евич Страви́нский — второстепенный персонаж романа «Мастер и Маргарита» Михаила Булгакова. Главный в «знаменитой психиатрической клинике, недавно отстроенной под Москвой на берегу реки». По должности — директор, главный врач. В клинику попадали в разных эпизодах Мастер, Иван Бездомный, Жорж Бенгальский, Никанор Иванович Босой, Иван Савельевич Варенуха, Григорий Данилович Римский и др.

## Описание персонажа
Возраст доктора Стравинского около 45 лет: «…человек лет сорока пяти…»
Внешность описывается как «…человек с острой бородкой и облаченный в белый халат…», «…тщательно, по-актерски обритый человек лет сорока пяти, с приятными, но очень пронзительными глазами и вежливыми манерами…». У него ловкие длинные пальцы: «…привычным, ловким жестом снял очки…», «… Стравинский стал загибать длинные пальцы…»
Профессор умный, интеллигентный. Характер описывается Булгаковым как дружелюбный, вежливый, милый: «…Доктор Стравинский, — представился усевшийся Ивану и поглядел на него дружелюбно…», «…с … вежливыми манерами…», «…спросил Стравинский, очевидно, отличавшийся большой понятливостью…», «…Он умен, — подумал Иван, — надо признаться, что среди интеллигентов тоже попадаются на редкость умные…», «…Иван ещё раз подумал: „Положительно умен“…»

## Происхождение персонажа
Профессор Стравинский — однофамилец композитора Игоря Федоровича Стравинского (1882—1971), его отца Фёдора Стравинского, солиста Мариинского театра, исполнителя ролей Мефистофеля в опере Гуно «Фауст» и в опере Бойто «Мефистофель». Известен также в окружении Булгакова врач Г. Ф. Стравинский; они вместе работали во время Первой мировой войны в госпитале в Каменец-Подольске.
Музыкальный контекст фамилии Стравинский автором поставлен параллелью с фамилией Берлиоз у персонажа Михаила Александровича Берлиоза, главного в МАССОЛИТе. Общность обоих персонажей не только в руководящей должности, в фамилии, но и в части именной формулы — Александр и Александрович. Также «музыкальна» фамилия Римский у финансового директора Варьете Григория Даниловича Римского.
Борис Мягков предполагает, что «сам образ вымышленной лечебницы с её настойчиво подчеркнутыми чудесами автоматизации приобретает сказочно-фольклорную интонацию, связанную явно также с фамилией И. Стравинского, автора популярнейших в 20-е годы балетов на русскую тему: „Весны священной“, „Петрушки“, „Свадебки“, „Жар-птицы“. То есть эта клиника — своего рода избушка на курьих ножках „без окон, без дверей“, где окно из небьющегося стекла, в которое тщетно пытался выпрыгнуть Бездомный (Иван — как сказочный Иванушка), и раздвигающиеся стены вместо дверей».
Прототип
По версии Бориса Соколова, прототипов было два: литературный — врач-психиатр Равино из рассказа Александра Беляева «Голова профессора Доуэля» (позднее выросшего в роман) и руководитель лаборатории экспериментальной психологии при Неврологическом институте Григорий Иванович Россолимо.
Борис Мягков выдвигает в прототипы профессора Стравинского известного психиатра, профессора Евгения Краснушкина. С 1931 г. и до конца жизни — заведующий психиатрической клиникой Московского областного клинического института. Краснушкин изобрел комбинацию успокаивающих средств, так называемую «смесь профессора Краснушкина», для лечения различных форм шизофрении. Около 45 лет — возраст Стравинского и Е. К. Краснушкина в 1929—1930 годах, когда были созданы главы о «знаменитой психиатрической клинике».
Возможно, прототипом Стравинского был известный психиатр, профессор Пётр Борисович Ганнушкин.

## Образ Стравинского в кинематографе
| Название           | Страна         | Год  | Режиссёр        | В роли Стравинского                                                                                                  | Примечания                     |
| ------------------ | -------------- | ---- | --------------- | --- | ------------------------------ |
| Мастер и Маргарита | Польша         | 1988 | Мацей Войтышко  | Эдмунд Феттинг |                                |
| Мастер и Маргарита | Россия         | 1994 | Юрий Кара       | Игорь Кваша (роль не вошла в киноверсию); в титрах киноверсии у Евгения Весника указана роль профессора Стравинского |                                |
| Роковые яйца       | Россия · Чехия | 1995 | Сергей Ломкин   | Владимир Анисько | комедийно-фантастический фильм |
| Мастер и Маргарита | Россия         | 2005 | Владимир Бортко | Василий Ливанов | телесериал                     |
| Мастер и Маргарита | Россия         | 2023 | Михаил Локшин   | Леонид Ярмольник |                                |